# Southend-on-Sea
Southend-on-Sea è una città con status di autorità unitaria dell'Essex (contea cerimoniale), Inghilterra, Regno Unito.
L'autorità fu creata come distretti non metropolitani dal Local Government Act 1972, il 1º aprile 1974 dal precedente county borough di Southend-on-Sea, è diventata una autorità unitaria il 1º aprile 1998. Il 1º marzo 2022, in onore del defunto David Amess, parlamentare per il Collegio di Southend West, gli è stato conferito il titolo di città tramite decreto della Regina.
È sede dell'importante aeroporto di Londra-Southend, oltre che del Southend Pier, il pontile più lungo al mondo.

## Parrocchie
Oltre alla città capoluogo, nel distretto esiste la parrocchia civile di Leigh-on-Sea e le località di Chalkwell, Eastwood, Prittlewell, Shoeburyness, Southchurch, Thorpe Bay e Westcliff-on-Sea.